# Dragmacidon egregium
Dragmacidon egregium är en svampdjursart som först beskrevs av Ridley 1881.  Dragmacidon egregium ingår i släktet Dragmacidon och familjen Axinellidae. Inga underarter finns listade i Catalogue of Life.